# Germano Rigotto
Germano Antônio Rigotto (Caxias do Sul, 24 settembre 1949) è un politico brasiliano, appartenente al Partito del Movimento Democratico Brasiliano (PMDB).

## Biografia
Nel 1982 e, successivamente, nel 1986, Germano Rigotto fu eletto deputato nella camera dei deputati dello Stato di Rio Grande do Sul (RS). Durante questa legislatura, Rigotto fu presidente della commissione di studio del sistema finanziario e bancario.
Durante gli anni 1990 fu eletto tre volte deputato federale, cioè rappresentante dello Stato di RS nel Congresso nazionale, nel 1991, nel 1994, e nel 1998. Fu presidente della commissione delle finanze e della commissione della tassazione.
Nel novembre 2002, Germano Rigotto fu eletto Governatore dello Stato di Rio Grande do Sul, sempre per il PMDB. Fu governatore dal 1º gennaio 2003 al 31 dicembre 2006.